# A Ship Comes In
A Ship Comes In (Brasil: A Outra Pátria ) é um filme mudo norte-americano de 1928, do gênero drama, dirigido por William K. Howard  e estrelado por Rudolph Schildkraut e Louise Dresser.

## Sinopse

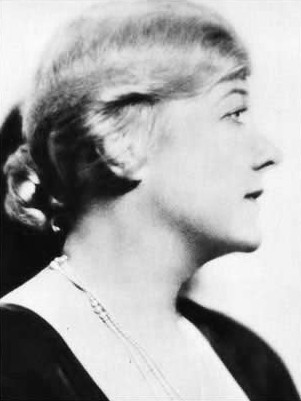
Louise Dresser, aqui em foto de 1930, iniciou a carreira no teatro de vaudeville e em musicais da Broadway. Brilhou tanto nos filmes mudos quanto nos sonoros, ora como atriz principal, ora como coadjuvante. Aposentou-se em 1937 e morreu em 1965, de obstrução intestinal.

Família húngara muda para Nova Iorque e tenta adaptar-se ao american way of life, apesar das predições sombrias de Sokol, um imigrante que conspira contra o governo. Peter, o chefe da família, consegue um emprego público e luta para obter a cidadania norte-americana. Sokol, porém, põe em prática um atentado terrorista que implica Peter levianamente. Agora, Peter conta apenas com seu amor pelos Estados Unidos para dar-lhe forças.

## Premiações
| Patrocinador                                  | Prêmio | Categoria                     | Situação |
| --------------------------------------------- | ------ | ----------------------------- | -------- |
| Academia de Artes e Ciências Cinematográficas | Oscar  | Melhor Atriz (Louise Dresser) | Indicado |

## Elenco
| Ator/Atriz          | Personagem       |
| ------------------- | ---------------- |
| Rudolph Schildkraut | Peter Pleznick   |
| Louise Dresser      | Senhora Pleznick |
| Milton Holmes       | Eric             |
| Linda Landi         | Marthe           |
| Fritz Feld          | Sokol            |
| Lucien Littlefield  | Dan Casey        |
| Robert Edeson       | Juiz Gresham     |
| Louis Natheaux      | Seymon           |